# Massacro della Contea di Dao

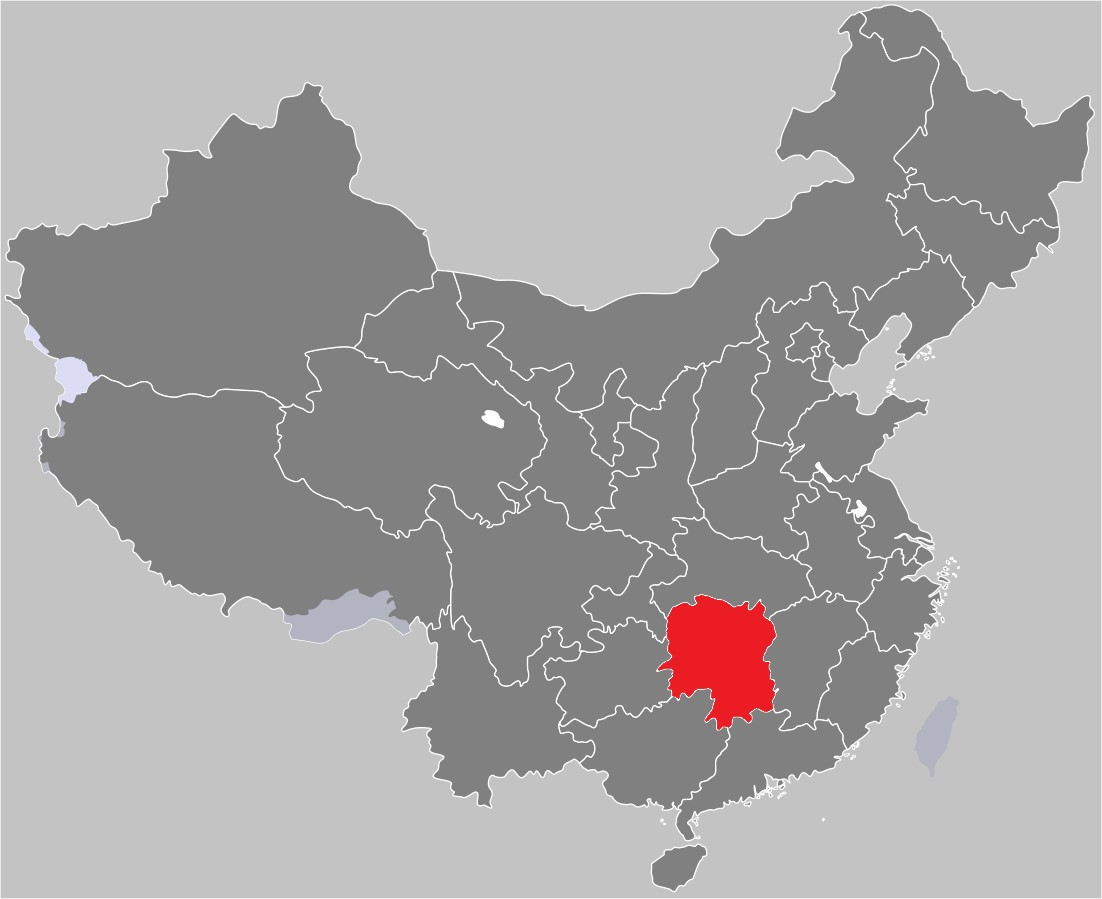
Provincia di Hunan (in rosso)

Il massacro della Contea di Dao (道縣大屠殺T, 道县大屠杀S, Dào Xiàn DàtúshāP) è stato un massacro avvenuto durante la Rivoluzione culturale cinese nella contea di Dao e in altre dieci contee e città vicine nella provincia di Hunan. Dal 13 agosto al 17 ottobre 1967 morirono in totale 9.093 persone: 7.696 persone furono uccise mentre 1.397 persone furono costrette al suicidio. Altre 2.146 persone sono rimaste ferite in modo permanente e disabili. La maggior parte delle vittime sono state etichettate come "nemici di classe", appartenenti alle Cinque Categorie Nere, mentre almeno 14.000 persone hanno partecipato al massacro. Il massacro della contea di Dao ha avuto un impatto diretto sul massacro della contea di Shaoyang nel 1968.

## Sfondo storico
Durante la Rivoluzione Culturale in Cina, che durò dal 1966 al 1976, decine di milioni di persone furono considerate "controrivoluzionari" e furono perseguitate. In due incontri a livello di contea il 5 e l'11 agosto 1967, Liu Shibing (刘世斌), allora commissario politico del quartier generale della milizia della contea, diffuse una voce di cospirazione: le truppe nazionaliste di Chiang Kai-shek avrebbero attaccato la Cina continentale e i nemici di classe della contea , in particolare le Cinque Categorie Nere, pianificarono di ribellarsi in cooperazione con il piano di guerra di Chiang. Inoltre, Liu ha affermato che un certo numero di persone delle Cinque Categorie Nere nella contea di Dao "avevano complottato per uccidere tutti i membri del partito comunista e i leader dei contadini poveri e medio-bassi della contea". Di conseguenza, Liu, insieme a Xiong Binen (熊炳恩), allora vice-segretariato del Partito Comunista Cinese nella contea di Dao, ordinò a tutti i livelli del personale della milizia e degli ufficiali di sicurezza di iniziare un attacco preventivo urgente contro i nemici di classe. Sebbene non abbiano specificatamente affermato la parola "uccidere", tutti i livelli di leadership del partito hanno compreso il significato di questo segnale forte.

## Il massacro
Quasi tutti potrebbero essere un bersaglio durante il massacro. Le vittime avevano un'età compresa tra un bambino di dieci giorni e un nonno di 78 anni. Le persone uccise o spinte al suicidio non solo includevano persone considerate "Cinque categorie nere", ma a volte venivano uccise a causa di risentimento personale. Le vittime sono state uccise in vari modi, tra cui sparatorie, percosse, annegamenti, esplosioni (con dinamite), decapitazioni, impiccagioni, bruciature a morte e così via.
Alla fine, dopo aver ricevuto gravi lamentele dai sopravvissuti al massacro, il 29 agosto il Comitato Centrale del PCC e il Comitato Rivoluzionario Provinciale dello Hunan hanno inviato la 47ª armata da campo per costringere tutti i membri locali del PCC e della milizia a fermare l'uccisione. Tuttavia, fino al 17 ottobre si sono verificati omicidi sporadici.
- Nella sola contea di Dao morirono 4.519 persone: 4.193 furono uccise e 326 furono spinte al suicidio. Si dice che oltre 14.000 abbiano partecipato alle uccisioni.[1][2]
- In tutte le contee e città coinvolte, 7.696 persone sono state uccise e 1.397 persone sono state costrette al suicidio.[1][3] Altre 2.146 persone sono rimaste ferite in modo permanente e disabili.[1][3]

## Riabilitazione
Dopo la Rivoluzione Culturale, il Partito Comunista Cinese (PCC) ha considerato l'incidente della contea di Dao come uno dei "casi ingiusti, falsi, errati (冤假错案)" della Rivoluzione. Durante il periodo "Boluan Fanzheng", i leader del PCC come Hu Yaobang e Jiang Hua (江华) hanno visitato la regione dal 1980 al 1982, chiedendo ai funzionari locali di prendere sul serio questo incidente e di imporre dure punizioni ai colpevoli.
Tuttavia, solo un piccolo numero degli autori è stato punito e nessuno è stato condannato a morte. Diversi leader del massacro sono stati espulsi dal PCC o hanno ricevuto varie pene detentive. Nella stessa contea di Dao, 43 persone coinvolte nel massacro sono state punite, con solo 11 persone perseguite, ricevendo rispettivamente 3-10 anni di carcere. In totale, dodici persone sono state condannate all'ergastolo, ma nessuna ha ricevuto la pena di morte. Le miti punizioni per i colpevoli hanno suscitato indignazione pubblica negli anni '80, con molti residenti locali in visita di persona a Pechino, chiedendo giustizia.